# Exorista melas
Exorista melas är en tvåvingeart som först beskrevs av Jacques-Marie-Frangile Bigot 1889.  Exorista melas ingår i släktet Exorista och familjen parasitflugor. Inga underarter finns listade i Catalogue of Life.